# Andy Hamilton (saxofonista)
Andy Raphael Thomas Hamilton, MBE (26. března 1918 – 3. června 2012) byl britský saxofonista a hudební skladatel. Do Británie se emigroval v roce 1949 a založil zde skupinu The Bluenotes. V roce 2008 byl oceněn Řádem britského impéria. S aktivním hraním pokračoval až do své smrti.